# Emeis
Emeis — французская компания, оператор домов престарелых, психиатрических лечебниц и клиник. В 2023 году под её управлением находилось более 1000 учреждений в 21 стране мира. Штаб-квартира расположена в городе Пюто близ Парижа.

## История
Компанию основал в 1989 году Жан-Клод Мариан (Jean-Claude Marian) под названием Orpéa. В 2002 году акции компании были размещены на бирже.
В 2015 году компания начала быстро расти за счёт поглощений, с 2015 по 2020 год оборот Orpéa вырос с 2,4 млрд евро до 3,9 млрд евро.
В начале 2022 года вышла книга журналиста Виктора Кастане Les fossoyeurs («Могильщики»), в которой были подвергнуты резкой критике условия содержания пациентов в учреждениях компании. Дальнейшее расследование выявило случаи мошенничества со стороны высшего руководства, в частности вывод активов компании в офшорные структуры в Люксембурге. В результате этого у Orpéa начались серьёзные финансовые проблемы, за год её акции потеряли 90 % стоимости. В конце 2022 года была начата процедура реструктуризации долга, компании пришлось продать часть недвижимости, была проведена смена руководства, были выпущены новые акции на сумму 1,55 млрд евро, которые приобрела государственная инвестиционная группа Caisse des Dépôts и другие инвестиционные и страховые компании. В марте 2024 года Orpéa сменила название на Emeis.

## Собственники и руководство
Крупнейшие акционеры — французские инвестиционные и страховые компании Caisse des Dépôts et Consignations (23,31 %), MAIF Avenir SAS (12,02 %), MACSF SGAM (6,01 %).
- Гийом Пепи (Guillaume Pepy, род. 26 мая 1958 года) — председатель совета директоров с июля 2022 года. Ранее, с 2008 по 2019 год, возглавлял железнодорожную компанию SNCF.
- Лоран Гийо (Laurent Guillot, род. 5 сентября 1969 года) — главный исполнительный директор с июля 2022 года. До этого входил в высший менеджмент компании Saint-Gobain.

## Деятельность
По состоянию на 2023 год под управлением компании было 1031 учреждение на 93,5 тыс. мест. Учреждения включают дома престарелых, психиатрические лечебницы, реабилитационные центры для зависимых; также компания осуществляет обслуживание престарелых и людей с ограниченными способностями на дому. Компания представлена в большинстве стран Европы, а также в Мексике, Бразилии, Уругвае, ОАЭ и КНР.
Выручка компании за 2023 год составила 5,2 млрд евро, её распределение по регионам: Западная Европа (Франция, Бенилюкс, Великобритания, Ирландия) — 58 %, Центральная Европа (Германия, Швейцария, Италия) — 26 %, Восточная Европа (Австрия, Чехия, Хорватия, Словения, Польша) — 10 %, Иберия и Латинская Америка — 6 %, другие регионы — 0,2 %.
В списке крупнейших публичных компаний мира Forbes Global 2000 за 2024 год Orpea заняла 1710-е место.